# Blue Sirius
Die Blue Sirius ist das älteste heute noch segelnde Seeschiff Estlands. Das 1907 in Norwegen gebaute Schiff gelangte 2004 nach langem Einsatz (1975–2004) in Deutschland durch Tuletorn Fond nach Estland.

## Geschichte
Das Schiff wurde 1907 als Frachtschiff von Bjørn Alvdal in Brekke (Risnefjorden) in Norwegen gebaut. Wegen seiner Eleganz „the Brixham trawler“ genannt, beförderte die Blue Sirius Salz aus England nach Norwegen. Später wurde sie als Heringslogger eingesetzt.
1975 wurde das Schiff von Hans Arnold nach Lübeck gebracht. Bis 2006 lag es im Museumshafen. 2006 wechselte das Schiff den Heimathafen nach Tapurla, einem kleinen Dorf an der Ostseeküste Estlands. Die Blue Sirius wurde vor allem in der Sommerzeit für kleine Küstenfahrten unter Segeln in der Tallinner Bucht eingesetzt.

## Zwischenfälle
Am 9. August 2013 lief die Blue Sirius unter schwierigen Wetterverhältnissen nordwestlich von Aegna auf 59° 35′ 37″ N, 24° 43′ 44″ O auf Grund. Alle elf Personen an Bord wurden gerettet. Die Bergungsarbeiten dauerten bis zum 20. August 2013, wonach die beschädigte Blue Sirius zum Noblessner Hafen in Tallinn abgeschleppt wurde.

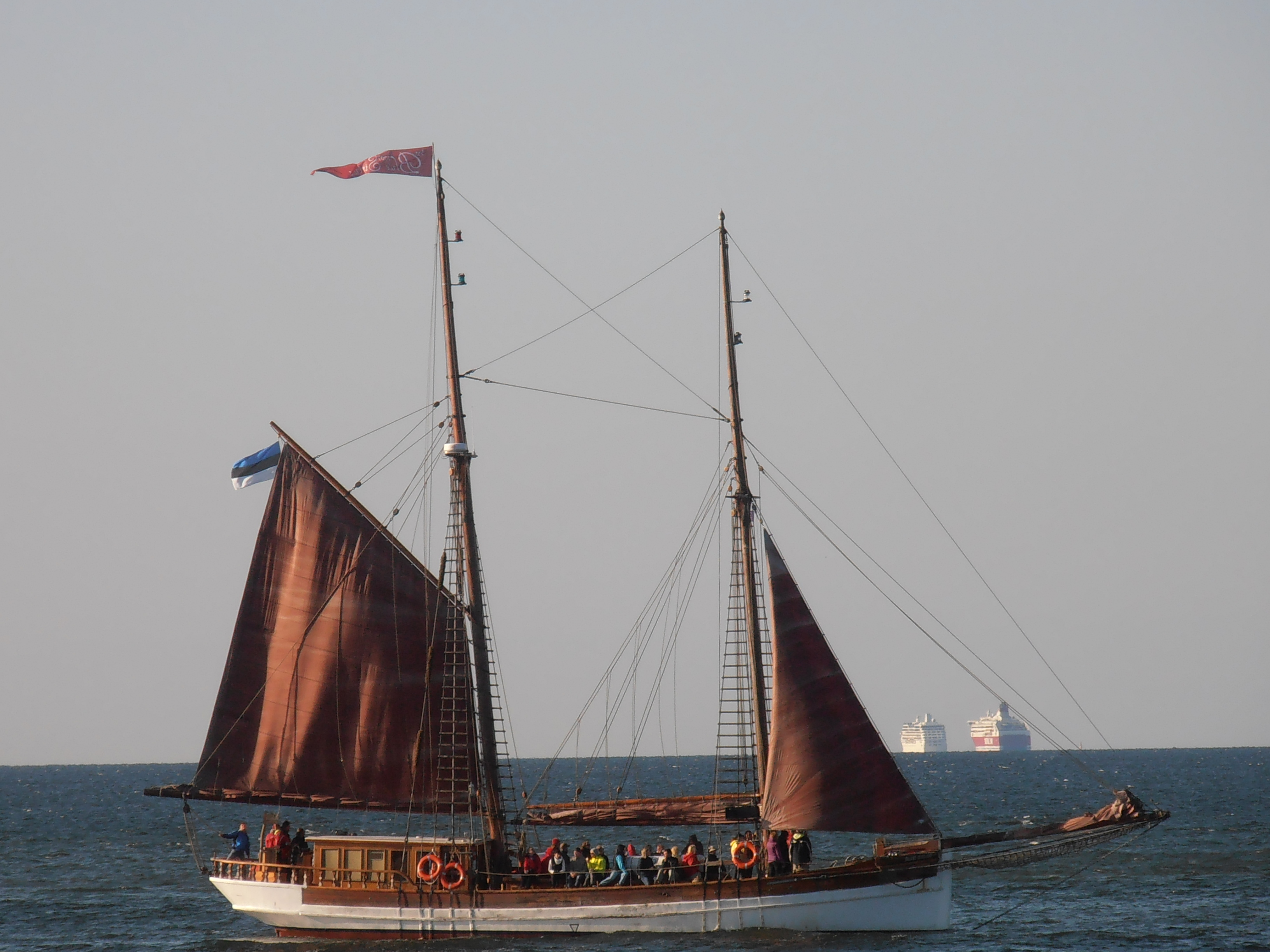
Blue Sirius im Sommer 2012
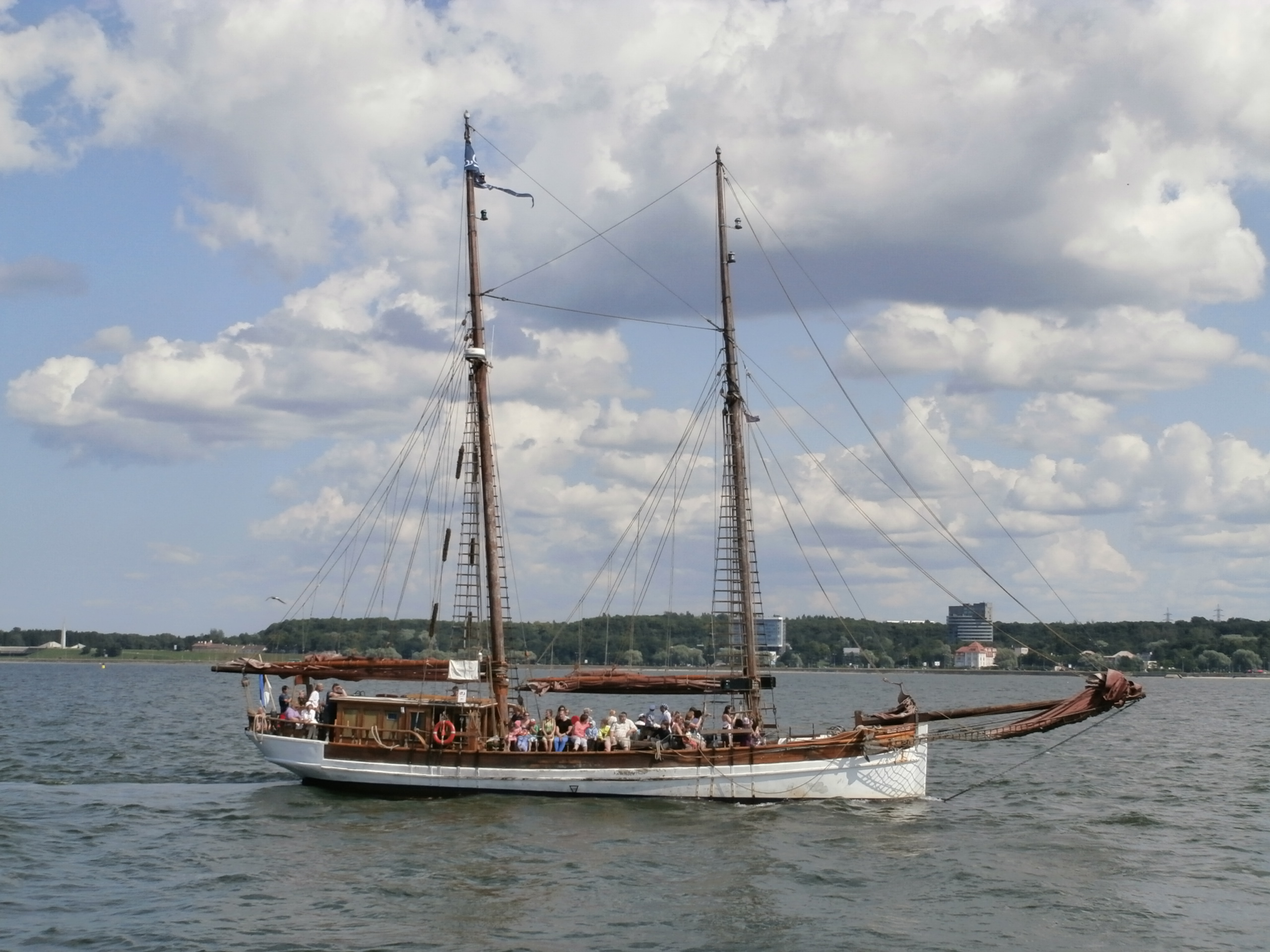
Blue Sirius im Sommer 2013
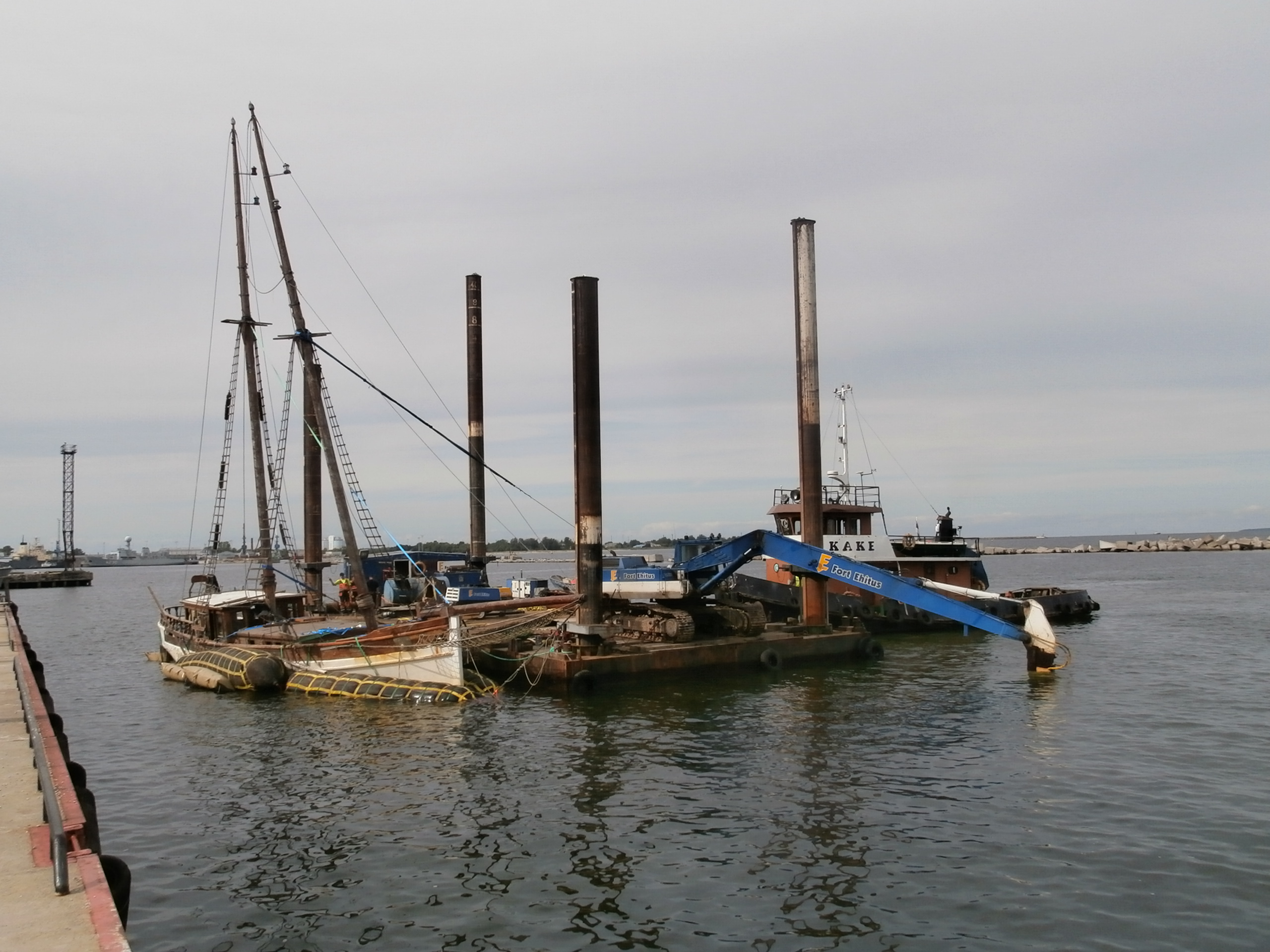
Die beschädigte Blue Sirius im Noblessner Hafen in Tallinn